# Calderara di Reno
Calderara di Reno es un municipio situado en el territorio de la Provincia de Bolonia, en Emilia-Romaña (Italia).

## Demografía
| Gráfica de evolución demográfica de Calderara di Reno entre 1861 y 2001 |
|                                                                         |
| Fuente ISTAT - elaboración gráfica de Wikipedia                         |